# Miro mésange
Petroica macrocephala
Espèce
Statut de conservation UICN

 LC  : Préoccupation mineure
Le Miro mésange (Petroica macrocephala) est une espèce de passereaux appartenant à la famille des Petroicidae.

## Répartition et sous-espèces
Selon la classification de référence du Congrès ornithologique international (15.1, 2025) :
- P. m. totoi (Lesson & Garnot, 1828) — île du Nord

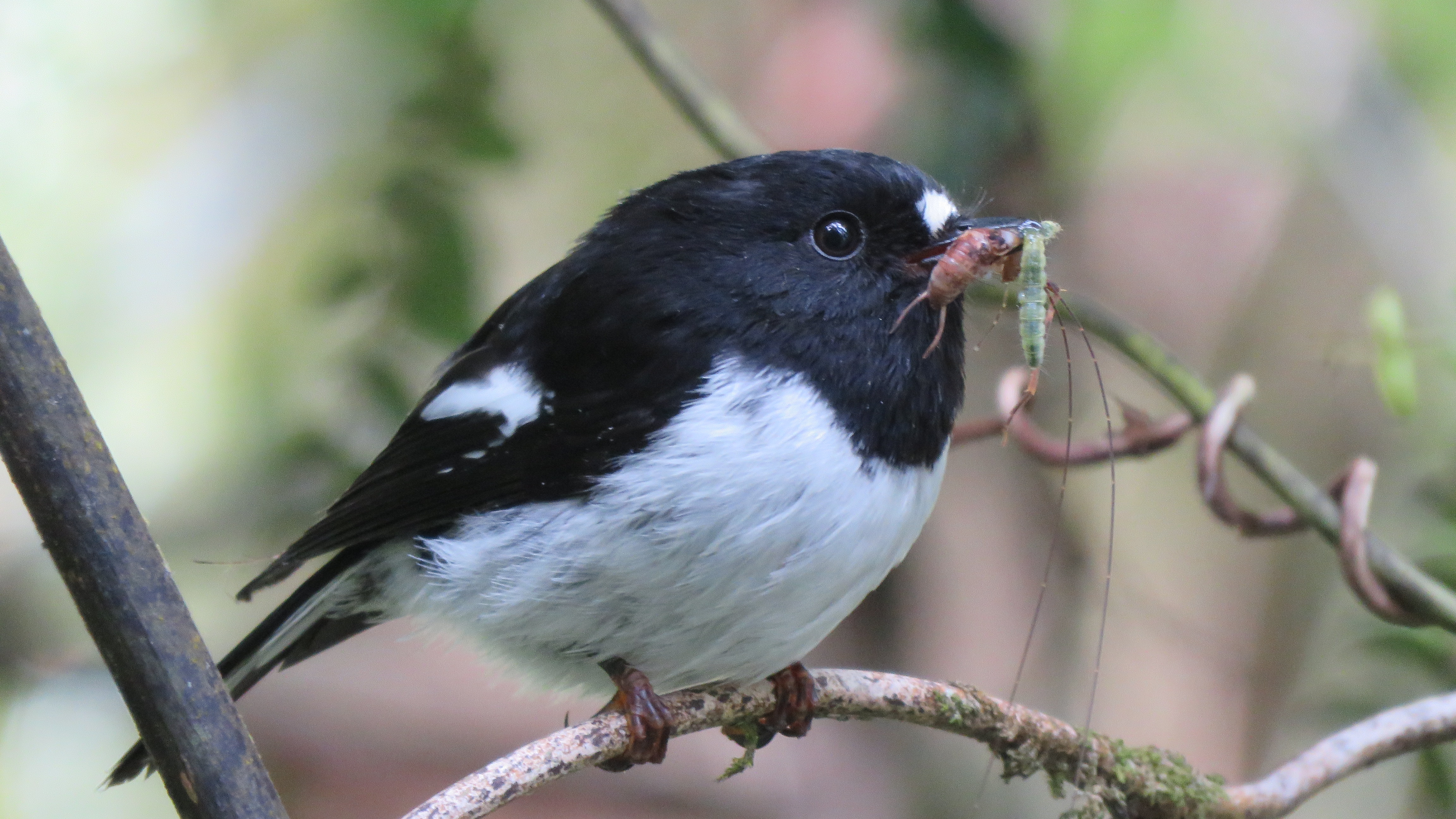
Variété boréale

- P. m. macrocephala (Gmelin, 1789) — île du Sud et île Stewart
- P. m. chathamensis Fleming, 1950 — îles Chatham
- P. m. marrineri (Matthews & Iredale, 1913) — îles Auckland
- P. m. dannefaerdi (Rothschild, 1894) — îles Snares